# José de Lemos
José de Lemos (1910-1995) foi um desenhador, ilustrador e escritor português.

## Biografia / Obra

Desenho, 1950

Autor de uma obra de grande originalidade, trabalhou para publicações como O Papagaio, Acção e Diário Popular, onde foi responsável pela Página Infantil (em 1931 iniciou uma longa colaboração com esta revista, enchendo essa secção com material pessoal e poético). Desenhador (e também escritor) para crianças, galardoado em 1945 com o prémio Maria Amália Vaz de Carvalho (S.N.I.) a expressão direta do seu grafismo sintético caracteriza comicamente pessoas e coisas, o que o classifica também como desenhador humorista.
"A modernidade de Lemos vai, porém, mais longe do que o seu traço de caricaturista e encontra-se, no domínio do «non-sense», com um ingénuo à-vontade poético que é único também no humorismo nacional. […] Ao sonhar lírico dos desenhadores intelectuais da sua geração, Lemos junta uma dimensão onírica mais funda e mais risonha, ao mesmo tempo".
Entre as suas publicações podem destacar-se: O sábio que sabia tudo e outras histórias, 1944; Histórias e bonecos, 1957; Histórias de pessoas e bichos, 1959; O compadre Simplório que tem os pés tortos e outras histórias, 1959.
Em 2014 a Casa da Cultura de Setúbal acolheu uma exposição de desenhos do antigo Riso Amarelo, rubrica criada por José de Lemos no antigo Diário Popular.

## Obras
- Ana Razim (1931);
- O sábio que sabia tudo e outras histórias (1944);
- Histórias de bonecos (1947);
- 6 pequeninas histórias de amizade (1979).

### Obras ilustradas
- O livro da comadre cegonha de Patrícia Joyce (1955);
- História de um bago de uva de Patrícia Joyce (1958);
- Histórias de pessoas e bichos (1959);
- O compadre Simplório tem os pés tortos e outras histórias (1959);
- Grande dicionário de Lisboa de Ferreira de Andrade (1970);
- Oliver Twist de Charles Dickens (1980);
- A cabana do pai Tomás de Harriet Beecher Stowe (1980);
- A pequena Dorrit de Charles Dickens (1980);
- O capitão Fracasso de Théophile Gautier (1980);
- A ilha do tesouro de R. L. Stenvenson (1980);
- Paulo e Virgínia de Bernardin de Saint-Pierre (1980);
- O amigo Fritz de Erckmann-Chatrian (1980);
- Quadras soltas, quadros da vida de Joaquim Serra (1984);
- Sola sapato rei Rainha e outros contos em que há sempre uma pedra no sapato de Adolfo Simões Muller (1986);
- Histórias de criar bicho de Maria da Luz (1993);
- Era uma vez... de Ruy Miguel (1995).